# Mária Kövi-Zalai
Mária Kövi-Zalai (ur. 20 października 1924 w Târgu Mureș, zm. 28 października 2013 w Budapeszcie) – węgierska gimnastyczka. Medalistka Letnich Igrzysk Olimpijskich 1948 i Letnich Igrzysk Olimpijskich 1952.